# Lill-Gapatjärnen
Lill-Gapatjärnen är en sjö i Sundsvalls kommun i Medelpad och ingår i Selångersåns huvudavrinningsområde.